# Anita Houvenaeghel
Anita Solvejg Houvenaeghel (født 19. januar 1945 i København) er en dansk autodidakt kunstmaler og grafiker, kendt for flere kirkeudsmykninger og et lyrisk, malerisk formsprog. I perioden 1977 – 2016 var hun bosat på Hvilsom-egnen mellem Hobro og Ålestrup i Himmerland. Bor i Søllerød Park og arbejder som billedkunstner og foredragsholder.

## Baggrund og uddannelse
Det engelske udtryk selfmade er meget betegnende for billedkunstner Anita Houvenaeghels opvækst, uddannelse og hele livsbane. Med en stærk personlig drivkraft og et skrøbeligt familiemæssigt fundament fandt hun tidligt ud af at gå sine egne veje. Som fjortenårig meldte hun sig ud af skolen. På det tidspunkt havde hun lært at tegne. Skelsættende blev det, at hun rejste sydpå til Italien, og oplevede kunst og kunstnerliv. Deraf sugede hun livsmod til sit eget valg. 
Som nittenårig blev hun gift og fik efternavnet Houvenaeghel. På ture med barnevognen i Søndermarken blev hun grebet af lyset og farvespillet mellem træernes blade, og omsatte inspirationen til maleri. Ved at banke på døre i højhuset Domus Vista på Frederiksberg fandt hun sit eget kunstakademi, en kundekreds, et netværk, et notesystem og gjorde erfaringer, der bar videre mod en professionel løbebane som billedkunstner. 
Fra 1975 deltager hun på censurerede udstillinger. I 1976 får hun et folkeligt gennembrud med Irma Posen med Den røde Dukkevogn, kunsttryk for UNICEF og de første litografier. Efter flere udstillinger i ind- og udland, studierejser til Tunesien 1978, Israel 1980, Italien 1986, Norge 1991, 1993, Letland 1993 og Madrid 1994, påbegynder hun i 1998 den første af foreløbigt 11 kirkeudsmykninger.
Hun udfører flere andre offentlige udsmykningsopgaver samt bogillustrationer og foredragsvirksomhed.

## Værk
Fænomener som Naturen og Lyset ses som gennemgående tema i titler og værkserier gennem hele Anita Houvenaeghels karriere fra begyndelsen i 1960erne og op til i dag. Hun fandt naturglæden i æbletræet og i den skolehave, hun dyrkede med udbytte, og det er i naturen Anita Houvenaeghel stadig fascineres af lys, skygge, rum, frihed og farvespil, samt af den metafysisk-abstrakte dimension i menneskets forbundethed til naturen.
Paletten repræsenterer den nordiske natur, hvor kunstneren har set og sanset, og udvalgt sine farveklange. Kompositionerne udfordrer formaterne med energiske, ekspressive strøg og pastose farvelag, der i vekslende serier og perioder påføres med en kalligrafisk lethed eller helt flydende. Forskellige redskaber, som spatel, feje- og hvidtekost tages i anvendelse efterhånden som malemod og modenhed går i spand, ligesom der eksperimenteres med træsnit, fotografi og skulptur. 
Anita Houvenaeghel arbejder ret tidligt i sin karriere også grafisk med litografi, bl.a. hos UM grafik i St. Kongensgade, hos I. Chr. Sørensens grafiske værksted i Hjørring, hos Hostrup-Pedersen i Valby, hos Grafisk Værksted Horsens Industrimuseum, og med radering og kobbertryk hos Dan Albert Benveniste i Madrid.  Således finder hendes litografiske arbejder vej til en række virksomheder, organisationer og kunstforeninger landet over - bl.a. til Skolernes Kunstforening, FL. Schmidts Kunstforening, Oticon, Viborg Amt, Djøf, Aalborg Stiftstidendes Kunstforening samt som Månedens grafiske tryk for Jyllands Posten.
Kunstneren samarbejder med Forlaget Per Kofod om illustrationer, bogomslag og flere publikationer.

## Værkserier og perioder
- 1967 - 1977 Søndermarksbilleder, Familien i kolonihaven, Den røde Dukkevogn på Irma Pose 116
- 1977 - 1988 Blomsterenge, Himmerland og landskabet ved Simested Å
- 1989 - 1991 Langs Hegnet
- 1991 - 1994 Norge, Madrid – Nye landskaber
- 1994 - 1995 Letland - Høstakken
- 1996 - 1997 Berlin - Jorden skælvede, Indre og ydre rum
- 1998 – 2016 Forunderlige rum, kirkeudsmykninger
- 2016 – 2019 Musikbilleder, Genklange og Erindringsglimt
- 2022 – Hvilken verden / Universelle rum

## Naturen og det indre landskab
Anita Houvenaeghel bor og arbejder i Himmerland fra 1977 – 2016. Her udfoldes indtryk fra naturen og lyset i flere værkserier. Houvenaeghel går på opdagelse, ser forskellene på vegetationen omkring det naturlige åløb og det stynede engdrag, og reflekterer over kulturlandskab, hegn og grænser, også de sociale og metafysiske aspekter af topografien.
Hendes malemåde åbner sig fra det tætte, pastose maleri i kolonihaven, som ses eksempelvis i motivet Børn i marken (1977, Herlev Bibl.), mod de langt friere og såkaldte kalligrafiske penselstrøg. Samtidig arbejder hun med litografi og farveraderinger, som kommer til at influere på maleriet.
Med bedre fysiske rammer i sit atelier på landet kan hun gå op i størrelse på sine værker og udfolde sig over de triptykon-formater, som forskellige udsmykningsopgaver fordrer. Udviklingen ses i det tredelte værk, Fjorden, til Datacentralens Uddannelsescenter, 1987, i Morgenlys fra 1989 og i serierne fra Simested Å og Langs Hegnet.
Her afspejles mere end afbildninger af naturen, de er også billeder af hendes egen natur, der kredser om eksistens, bevidsthed og indre tilstande. 
På studierejserne til Norge, Letland, Berlin og Madrid møder hun forskellige elementer i både landskab, kunst og arkitektur, som finder vej til kunstnerens motivverden. Norges storslåede udsigter ændrer horisonthøjden og perspektivet. Letland påvirker med sine gammeldags rækker af høstakke hendes landskaber. I Berlin oplever hun stærkt både kunst og arkitektur, og efter Madrid finder bjergmassiver og klippeblokke vej. Reminiscenser af renaissancens søjler og arkitektur viser sig, som det ses hos kunsthistoriens klassiske malere samt hos de samtidige malere Merete Barker (f. 1944) og Per Kirkeby (1938-2018). Man genkender antydninger, temaer, figurer og arketyper i det ekspressive, postmoderne landskabsmaleri og i de skulpturer af træ, ler og bronze, som kommer til verden.
Fra 1983 og fremefter har Anita Houvenaeghel en række museumsudstillinger i ind- og udland.
Fra 1998 og fremefter bliver kirkeudsmykninger en stor del af hendes arbejdsfelt, og det afspejles i flere museums- udstillinger. I 2005 viser hun udstillingen Naturen og Troen på Himmerlands Kunstmuseum, hvor teologen Troels Laursen skriver katalogteksten, og fremhæver arbejdet med lyset, det guddommelige lys i mørket, og ser kunsten som sindbilleder på menneskets indre, brogede landskab og håbets guddommelige mulighed. 
I 2007 beskriver forfatter, oversætter og kritiker Niels Brunse, hvordan Anita Houvenaeghels billeder er fyldt med lys, både når de bygger på næsten skjulte former fra den genkendelige verden, og når de sætter mere kalligrafisk organiserede tegn i forreste plan. De taler om en stærk følelsesmæssig tilegnelse af grundelementer i tilværelsen – naturen i dens tidløse foranderlighed eller de enkleste former for menneskeskabte rum. Når det gælder kirkekunsten er billeder med denne form for udsagn nok de allerbedst egnede til at møde det moderne menneskes søgende blik.

## Kirkeudsmykninger
Begejstringen for den romanske kirkearkitektur udvikler Anita Houvenaeghel gennem et givende samarbejde med arkitekten MAA Poul Brøgger (1932-2022)  i forbindelse med udsmykningen og restaureringen af Brorstrup Kirke i 1998-2000. Det er hendes første kirkeopgave med farvesætning af inventar, loft, prædikestol og en alterudsmykning i form af et stort maleri.
I alterbilledet ses et mørkt kors trukket helt ud i motivets venstre side, hvorfra det kaster en skygge ind mod midten, som opløses i et sølvhvidt, guddommeligt lysskær, der i varmere toner favner en kun antydet knælende skikkelse mod højre.
Farverne til de karminrøde hynder på knæfaldet og bænkenes blå toner blev valgt ud fra en farve i alterbilledet, og bænkegavlene blev malet i en mørk sortblå farve ligesom dørene i skibet. Mørket, der symboliserer alvoren, er et nødvendigt modspil for at fremhæve lyset. På denne måde blev bænkegavlene en mørk allé, der fører op til lyset i alterbilledet.
Farvesætningen af korets og skibets inventar korresponderer og understreger den Evangelisk-Lutherske Folkekirkes ligeværdige syn på præst og menighed. 
Om resultatet af kirkerestaureringen og alterbilledets funktion fortæller provst Holger Lyngberg tre år efter arbejdets afslutning, at intet i rummet råber ’Se mig..’ - heller ikke det formidable alterbillede. Det føjer sig så ydmygt og dog så manifesterende ind i synsfeltet, at øjnene finder hvile og tankerne får ro. Rummet udgør til enhver lejlighed en værdig ramme om de vigtigste øjeblikke. 
Flere kirkeudsmykninger følger efter den anerkendte debut i 2000 med hver sine greb om den krævende formidlingsopgave i de forskellige kirkerum. Til udsmykningen af Fovlum Kirke finder Anita Houvenaeghel inspiration på en rejse til spanske Cádiz i selskab med forfatteren Charlotte Rørth, hvor de besøger Oratorio de la Santa Cueva. Maleriet af Nadverbordet, La Santa Cena, fra 1796 af Francisco de Goya sætter spor i motiverne til Fovlum Kirke. 

### Kirker
- 2016 Troldhede Kirke
- 2012 Fovlum Kirke
- 2010 Langelund Kirke
- 2010 Vesterhede Kirke
- 2008 Sørup Kirke
- 2008 Hjorthede Kirke
- 2007 Svostrup Kirke
- 2003 Ulbjerg Kirke
- 2003 Vejrum Kirke
- 2002 Sønder Nærå Kirke
- 2000 Brorstrup Kirke

## Nye klange
Det eksperimenterende maleri og foredragsaktiviteter fortsætter sideløbende med kirkeudsmykningerne. Til udstillingen i 2012 på Vesthimmerlands Museum skaber kunstneren et stedsspecifikt værk, Klippevæggen, som er 7 meter højt.
I 2016 skaber Anita Houvenaeghel en serie Musikbilleder i løbet af fire performances sammen med violinist Karen Humle på Vitskøl Kloster. For begge medvirkende er processen med de spontane toner og improviserede farver en manifestation, en sammensmeltning af maleriets og musikkens sprog, hvor performancebillederne står tilbage som billedlige partiturer, når violinens flygtige klange er døet ud.  Anita Houvenaeghel får i 2018 en retrospektiv udstilling under titlen Genklange på Museet for Religiøs Kunst i Lemvig – en kærkommen og opsamlende begivenhed, efter hun er flyttet fra sit elskede Himmerland til Søllerød i 2016.
På Bramming Egnsmuseum vises i 2019 udstillingen Erindringsglimt fra det dunkle rum til lysets land, som har dels et biografisk-installatorisk afsnit og dels præsenterer fotos fra de elleve kirkeudsmykninger. Udstillingens katalog rummer glimt fra barndom, opvækst og fra karrieren som kunstner, fortalt i digterisk, poetiske tekster af kunstneren selv. Udstillingen bliver til i samarbejde med museumsinspektør Mogens Hansen, Sydvestjyske Museer.
I atelieret på Attemosevej i Søllerød bliver formsproget stadigt mere abstraherende og eksperimenterende. I de seneste værker er det først og fremmest lyset og rummet, det handler om. Det universelle lys og det universelle rum. Forberedelserne til en rund fødselsdagsudstilling er i gang, sammen med skitser til endnu en kirkeudsmykning – eller to.

## Udstillinger
- 1975 Debuterede på Charlottenborgs Forårsudstilling
- 1975 Charlottenborgs Efterårsudstilling
- 1975 Kunstnernes Påskeudstilling
- 1976-77 Charlottenborgs Forårsudstilling
- 1977 Den Frie Udstillings Bygning. 1977 (s.m. Keld Bech Christensen og Jørgen Houvenaeghel)

### Udvalgte museumsudstillinger
- 2019 Bramming Egnsmuseum
- 2018 Museet for Religiøs Kunst, Lemvig
- 2012 Vesthimmerlands Museum Års
- 2009 Maribo Domkirke
- 2007 Museet Holmen Løgumkloster – Åbne Rum
- 2005 Himmerlands Kunstmuseum, Museumscenter Års
- 2000 Randers Kunstmuseum
- 1996 og 2008 Vejle Kunstmuseum
- 1995 Frederikshavn Kunstmuseum
- 1995 Riga Kunstmuseum
- 1991-1993-2001-2011 Ryfylke Museet, Sand Norge
- 1991 Herning Kunstmuseum
- 1989 Jens Nielsen og Olivia Holm-Møller Museum, Holstebro 1989
- 1985-87-90-92-95-2005 Himmerlands Kunstmuseum
- 1985 Vejen Kunstmuseum
- 1985 Skovgaard Museet Viborg
- 1983 Skive Kunstmuseum
- 1982 Viborg Stiftsmus. 1982
- 1981 Ålborg Hist. Mus. 1981-90

### Gallerier
- 2023 Arte Galleri og Museum, Lild Strand, Nordvestjylland (2022-2023-2024)
- 2009 Galleri Alstrup – Nye billeder og ord
- 1995 Galerie Gerly, København
- 1994 Gal. Hummeluhre, Århus
- 1992 Gal. Sct. Gertrud, Kbh.
- 1990 Gal. Nordenvind, Sæby 1987-90
- 1986 Gal. Flindt, Århus 1979-80, 1984
- 1983 Henning Larsens Kunsthandel, Kbh. 1976-77,
- 1982 Gal. Ægidius, Randers
- 1982 Sammenslutningen af Danske Kunstforeninger, Vandreudstillinger 1982, 1994
- 1977 Thorasminde, Bagsværd – Gladsaxe Kommune

## Udsmykninger
- 2021 Aalborg Sygehus, malerier
- 2014 Simested, Sportshal. “EXPLOSION”. Foto /plexiglas
- 2013 Hobro Gymnasium Mariagerfjord “CARMEN”. Maleri
- 2012 VUC, Aars. “NATUREN PÅ KLODEN”. Opalplexiglas lysinstallation
- 2008 Aalborg KMD – udsmykningsprojekt
- 2002 Aalborg Kultur- og Kongres Center
- 1996 - 2007 A.P. Møller – Skibsudsmykninger
- 1988 Fjorden, vægudsmykning 7x14 meter, Nørhavens Bogtryk, Viborg [8]

## Repræsenteret
- Børn i marken (1977, Herlev Bibl.); [9]
- Skovsti (1982, Danm. Sparekasseforen.);
- Fjorden (1987, Datacentralens Kursuscenter, Kbh.);
- Uden titel (1987, Holstebro Gymn.);
- Skovbund (1989, Stat. Teletjeneste, Århus); Strå og fugle (som forannævnte);
- Langs hegnet (1989, Sportshal, Sand, Norge); Langs hegnet (1990, Stat. Teletjeneste, Århus);
- Suldalselven (1991).
- 22 grafiske arbejder findes på Kastrupgård Samlingen og Vendsyssel Kunstmuseum [10]

## Grafiske arbejder
- Naturen & Lyset – Kunstkort, udgivet af Kristeligt Dagblad, trykt af Specialtrykkeriet, Viborg
- Himmerlandske sommeraftener (4 litografier med digte af Per Gammelgård); endvidere ca. 50 stentryk og flere ill. opgaver, 1985 [11]
- UNICEF-kort (1986) og -kalender (1991).
- Irma Pose nr. 116

## Bogillustrationer og omslag
- 2009 Akvareller til Digtsamlingen ’minimal’ af Shuntaro Tanikawa, udgivet af Per Kofods Forlag. [12]
- 2011 Det kan man aldrig vide, af Rie Osted
- 2008 Ramoth-Bezer, af Niels Brunse
- 2008 Jeg og Kaminski, af Daniel Kehlmann
- 2007 Samlede digte, af Paul Auster

## Performance, dukketeater og foredrag
- 2016 Vitskøl Kloster, 4 performances sammen med violinist Karen Humle
- 2008 “KUNSTEN” Kunstmuseum, sammen med PIVOT DANCE COMPANY

- samt en række foredrag om kunstnerliv og kirkekunst.
Helt fra barnsben udvikler Anita Houvenaeghel en stor kærlighed til cirkus og til dukketeater. Hun skaber sine egne forestillinger for legekammeraterne, og er en sommer med et omrejsende cirkus på turné. 
Mens hun bor i Himmerland, underviser hun børn og unge i teater og billedkunst. 
I familien bliver det en årlig tradition med dukketeaterforestillinger, hvortil kunstneren kreerer både dukker og forestilling og involverer publikum.

## Publikationer
- 2019 – Anita Houvenaeghel, Erindringsglimt – fra det dunkle rum til lysets land. Farver og poetiske ord. Bramming Egnsmuseum.
- 2018 – Anita Houvenaeghel, Genklange i tid og rum, redaktion v/ Per Kofod, Nørhaven Viborg.
- 2009 – Anita Houvenaeghel, Nye billeder og ord, inspireret af Shuntaro Tanikawa, Galleri Alstrup.
- 2007 – Anita Houvenaeghel, Åbne Rum, Museet Holmen – Løgumkloster. Katalog. ISBN 87-88684-04-0
- 2005 – Anita Houvenaeghel, Naturen og Troen, Himmerlands Kunstmuseum. Katalog. Tekst af Troels Laursen.
- 1995 – Anita Houvenaeghel, Malerier og Kobberstik, Himmerlands Kunstmuseum og Galerie Gerly.
- 1993 – Anita Houvenaeghel, Ukendte Landskaber, inspirationer fra Suldals Lågen, Ryfylke Museet Sand, Norge. Tekst ved Palle Rønde Møller. Katalog.
- 1989 – Anita Houvenaeghel, Langs Hegnet, Udstilling på Jens Nielsen og Olivia Holm-Møller Museet Holstebro 1989, samt Himmerlands Kunstmuseum, Års 1990. Katalog. Tekst af Jesper Knudsen, Holstebro og Erik Kaare, Himmerland.

## Presse, film og TV
- Kunstavisen nr. 2, 2024 - Portrætinterview af Inge Schjødt - Naturen har båret hendes livsbane [15]
- Billeder til DR Morgenandagten, Københavns Domkirke – 2018
- Fragmenter, en film om Anita Houvenaeghel af Vibeke Winding og Jesper Bæk-Sørensen
- Kunstavisen, nr. 4, 1982; nr. 1, 1985; nr. 8, 1985; nr. 7, 1986
- Jyllands Posten 7.4.1992 (interv., H.P. Jensen); 7.2.1994 (H.P. Jensen)
- Vesthimmerlands Avis – uge 44 / 2016 - Anita Houvenaeghel flytter fra Himmerland [16]

## Legater, stipendier og udmærkelser
- 2005 Legat af Kaj Nørkjærs Mindefond
- 1996 Jyllands Postens Rejselegat
- 1994 Statens Kunstfonds Rejselegat – Madrid
- 1993 Guldmedalje ved ”International Watercolour Plein Air”, Letland. [kilde: Petervnielsen / Weilb]
- 1976 Aalborg Kommunes Kunstfond
- 1976 Aarhus Kommunes Kunstfond
- 1976 F. Abrahamsons Legat
- 1975 Ole Hartmans Legat

## Biografi
Anita Solvejg Rasmussen blev født under 2. verdenskrig. Adopteret Christensen 1953. Mor Anna Grete Hansen, stedfar NN Christensen og to brødre boede under fattige og vanskelige kår på Bogholder Allé 58 i Vanløse. Kunstneren beretter selv i bogen Naturen & Lyset  om en opvækst med avispapir i skoene og indkøb på klods, om fogedbesøg, svagbørnskoloni og moderens sygdom og indlæggelser.
Små lyspunkter var der, når der var dukketeaterforestillinger i nabolaget eller fribilletter til Det Kgl. Teater. Fantasiens verden gav næring, mens virkeligheden viste tænder.
Anita fandt tidligt ud af, at hun skulle vælge sin egen vej, så 14 år gl. meldte hun sig ud af skolen, lærte syning og tilskæring i Det Lille Magasin, kom i huset hos et par familier, og arbejdede i butik og på kontor, inden hun rigtigt fik hul på den kunstneriske løbebane.
På nogle rejser til Italien oplevede hun kunstnere og deres selvstændige og frie liv som malere, og blev grebet af denne mulighed for at skabe sig en tilværelse. 19 år gammel giftede hun sig i 1964 med den flotte slagter Jørgen Houvenaeghel, som var nogle år ældre end hun. Sammen fik de to døtre og boede om sommeren i havekoloni i Herlev, hvor hun malede ude og inde. Ægteskabet blev opløst i 1977. 
ASH flyttede til Himmerland i 1977. Blev gift i 1979 med læge Edgar Frankovitch Dahlin (1931-2023), og bosat ved Simested Å. Skilt i 1983. Møder bestyrelsesmedlem, lærer og billedhugger Freddy Birger Gislesen, (1946-1999), de bliver gift i 1985 og bosat i Hvilsom, hvor der blev en god og frugtbar samtale om livet og kunsten frem til Freddy Gislesens tidlige død af bugspytkirtelcancer i 1999.
Anita Houvenaeghel køber og restaurerer derpå en meget naturskønt beliggende tidligere landejendom i Troldemosen ved Gl. Hvam, og bor her fra 2001-2016 med to atelierer og plads til mange besøgende, gæster, foredrag – og kirkeopgaver. Hun sælger Troldemosen i 2016 og flytter efter et langt og engageret arbejdsliv i Himmerland atter til Sjælland. Her udfoldes kreativiteten i samspil med børn, børnebørn og oldebørn bl.a. gennem samskabte forestillinger i et selvgjort Dukketeater, når ikke maleriet og nye udsmykningsopgaver fylder dagligstuen i Søllerød Park og atelieret i nærheden.